# باتمان الجرأة والشجاعة
باتمان الجرأة والشجاعة (بالإنجليزية: Batman: The Brave and the Bold)‏ هو مسلسل رسوم متحركة أمريكي من إنتاج وارنر براذرز أنيميشن ودي سي كومكس. تم عرض المسلسل لأول مره في 14 نوفمبر 2008 واستمر عرضه حتى 11 نوفمبر 2011 . تمت دبلجة المسلسل للغة العربية وعرض على قناة ام بي سي 3 .

## روابط خارجية
- الموقع الرسمي
- باتمان الجرأة والشجاعة على موقع IMDb (الإنجليزية)
- باتمان الجرأة والشجاعة على موقع ميتاكريتيك (الإنجليزية)
- باتمان الجرأة والشجاعة على موقع كينوبويسك (الروسية)
- باتمان الجرأة والشجاعة على موقع ألو سيني (الفرنسية)
- باتمان الجرأة والشجاعة على موقع قاعدة بيانات الفيلم (الإنجليزية)

.